# Louis Philippe Lizotte
Pour les articles homonymes, voir Lizotte.
Louis Philippe Lizotte (13 juillet 1891-15 mai 1972) fut un avocat et homme politique municipal, provincial et fédéral du Québec.

## Biographie
Né à Saint-Pacôme dans le Bas-Saint-Laurent, il fit ses études à l'Université Laval de Québec, où il obtint un diplôme en droit. Admis au Barreau du Québec en 1919, il fut également nommé au Conseil du Roi en 1927. Jusqu'en 1956, il pratiqua le droit à Rivière-du-Loup avec des partenaires actifs en politique dont Léon Casgrain au provincial, et le ministre fédéral Ernest Lapointe.
Devenu maire de Rivière-du-Loup en 1935, il y demeura jusqu'en 1939, peu avant d'être élu député du Parti libéral du Canada dans la circonscription de Kamouraska en 1940. Il démissionna en 1944 avec l'intention d'entrer en politique provinciale. Élu député du Parti libéral du Québec dans la circonscription provincial de Kamouraska en 1944, il sera défait par l'unioniste Alfred Plourde en 1948.
Il devient juge à la Cour supérieure du Québec en 1956 et occupe ce poste pendant dix ans.